# أينيغماتيت
الأينيغماتيت، بالإنجليزية (Aenigmatite) والمعروف أيضًا باسم كوسيرايت نسبة إلى كوسيرا، الاسم القديم لـبانتليريا، هو معدن من مجموعة الـإينوسيليكات مكون من الـصوديوم والـحديد والـتيتانيوم. ويحمل الصيغة الكيميائية Na2Fe2+5TiSi6O20 وتتكون بنيته من سلاسل فردية رباعية السطوح مع وحدة تكرار لأربعة فروع جانبية ومعقدة. ويشكل المعدن بلورات رقائقية ثلاثية الميل يتدرج لونها من البني إلى الأسود. وتتراوح درجة صلابته على مقياس موس من 5.5 إلى 6 والكثافة النوعية من 3.74 إلى 3.85. ويشكل الأينيغماتيت سلسلة محلول جامد بالـويلكينسونايت، Na2Fe2+4Fe3+2Si6O20.

## التواجد الجيولوجي
وُجد معدن الأينيغماتيت أولاً في صخور بيرالكالاين البركانية والـبجماتايت والـجرانيت وكذلك الصخور الـمتداخلة التي تفتقر إلى السيليكا. وتم وصفه لأول مرة من قبل أوغست بريثوبت عام 1865 لوجوده في مركب إليماساك المتداخلة في جنوب غرب جرينلاند. ويأتي اسمه من الكلمة اليونانية αίνιγμα، وتعني «لغز».
كما وجدت التقارير دراسة الحجر النيزكي كايدن، الذي وقع في مارس 1980 في جنوب اليمن. علي وجود الأينيغماتيت به.

## أبرز أماكن تواجدة في العالم
- نارسارساك وأماكن أخرى في جرينلاند.
- السلاسل الجبلية الأساسية في خيبيني ولوفوزيرو في شبه جزيرة كولا بـروسيا.
- الجزيرة البركانية بانتليريا، إيطاليا.
- في الولايات المتحدة الأمريكية، من جبال جرانيت، بالقرب من ليتل روك ومقاطعة بولاسكي، أركنسو وسانتا روسا ومقاطعة سونوما، كاليفورنيا.
- في أستراليا، من بركان ورامبانجل وبركان نانديوار والمركب البركاني مونت وورنينج ونيو ساوث ويلز ومقاطعة بيك رانج وكوينزلاند.
- وفي كندا، من مونت إيدزيزا وإلجاشوز والمركبات البركانية الدرعية سلسلة راينبو.
- من محجر لوجان بوينت، بركان دنيدن، نيوزيلندا.